# Erzbistum Fortaleza
Das Erzbistum Fortaleza (lateinisch Archidioecesis Fortalexiensis, portugiesisch Arquidiocese de Fortaleza) ist eine in Brasilien gelegene römisch-katholische Erzdiözese mit Sitz in Fortaleza im Bundesstaat Ceará.

## Geschichte
Das Erzbistum Fortaleza wurde am 6. Juni 1854 durch Papst Pius IX. mit der Apostolischen Konstitution Pro animarum salute aus Gebietsabtretungen des Bistums Olinda als Bistum Ceará errichtet. Das Bistum Ceará wurde dem Erzbistum São Salvador da Bahia als Suffraganbistum unterstellt. Am 5. Dezember 1910 wurde das Bistum Ceará dem Erzbistum Olinda als Suffraganbistum unterstellt. Das Bistum Ceará gab am 20. Oktober 1914 Teile seines Territoriums zur Gründung des Bistums Crato ab.
Am 10. November 1915 wurde das Bistum Ceará durch Papst Benedikt XV. mit der Apostolischen Konstitution Catholicae Religionis Bonum zum Erzbistum erhoben und in Erzbistum Fortaleza umbenannt. Gleichzeitig wurde aus Gebietsanteilen der neuen Erzdiözese das Bistum Sobral errichtet. Weitere Teile seines Territoriums gab das Erzbistum Fortaleza am 7. Mai 1938 zur Gründung des Bistums Limoeiro do Norte, am 28. Januar 1961 zur Gründung des Bistums Iguatu sowie am 13. März 1971 zur Gründung der Bistümer Itapipoca und Quixadá ab.
1961 schlossen das Erzbistum Fortaleza und das Erzbistum Köln eine Diözesanpartnerschaft.

## Ordinarien

### Bischöfe von Ceará
- Luís Antônio dos Santos, 1860–1881, dann Erzbischof von São Salvador da Bahia
- Joaquim José Vieira, 1883–1912
- Manoel da Silva Gomes, 1912–1915

### Erzbischöfe von Fortaleza
- Manoel da Silva Gomes, 1915–1941
- Antônio de Almeida Lustosa SDB, 1941–1963
- José de Medeiros Delgado, 1963–1973
- Aloísio Kardinal Lorscheider OFM, 1973–1995, dann Erzbischof von Aparecida
- Cláudio Hummes OFM, 1996–1998, dann Erzbischof von São Paulo
- José Antônio Aparecido Tosi Marques, 1999–2023
- Gregório Paixão Neto OSB, seit 2023